# Boris Sokolovsky
Pour les articles homonymes, voir Sokolovski.
Boris Sokolovsky est un entraîneur russe de basket-ball.

## Biographie
En 2010, il prend la succession de Valeri Tikhonenko, dont il était assistant, à la tête de l'équipe nationale russe féminine, son prédécesseur devant laisser sa place pour des raisons de santé. Sokolovsky avait auparavant déjà occupé le poste d'assistant en sélection russe auprès de Igor Grudin.
Pour sa première compétition à la tête de celle-ci, lors du Mondial 2010, la Russie s'incline en quart de finale face à la Biélorussie. Il est de nouveau le sélectionneur de la sélection russe pour l'Euro 2011.
Il occupe également le poste d'entraîneur du Dynamo Novossibirsk qui évolue en Superligue de Russie.